# Säterdalen
Säterdalen este o arie protejată (arie specială de conservare — SAC, sit de importanță comunitară — SCI) din Suedia întinsă pe o suprafață de 82,2 ha, integral pe uscat.

## Localizare
Centrul sitului Säterdalen este situat la coordonatele 60°21′58″N 15°43′58″E / 60.366°N 15.7329°E.

## Înființare
Situl Säterdalen a fost declarat sit de importanță comunitară în aprilie 2004 pentru a proteja 1 specie de plante și 1 specie de animale. Situl a fost protejat și ca arie specială de conservare în martie 2011.

## Biodiversitate
Situată în ecoregiunea boreală, aria protejată conține 1 habitat natural: Păduri aluvionare cu Alnus glutinosa și Fraxinus excelsior (Alno-Padion, Alnion incanae, Salicion albae).
La baza desemnării sitului se află mai multe specii protejate:
- plante (1): Cinna latifolia
- pești (1): zglăvoacă (Cottus gobio)